# Sporophlyctidium africanum
Sporophlyctidium africanum är en svampart som beskrevs av Sparrow 1933. Sporophlyctidium africanum ingår i släktet Sporophlyctidium och familjen Chytridiaceae.   Inga underarter finns listade i Catalogue of Life.